# Ojocaliente
Ojocaliente é um município do estado de Zacatecas, no México.